# Clemente VI
Clemente VI (en latín: Clemens PP. VI), de nombre secular Pierre Roger de Beaumont (Rosiers-d'Égletons, 1291-Aviñón, 6 de diciembre de 1352) fue el papa 198.º de la Iglesia católica entre 1342 y 1352, así como el cuarto del pontificado de Aviñón.

## Orígenes y formación
Pierre Roger de Beaumont nació en Rosiers-d'Égletons, en la región de Lemosín, en 1291, fruto del matrimonio entre el caballero francés Guillermo Roger y Guillermina de la Monstre. Su padre en 1333 pasaría a ser señor de Rosiers.
En 1302, con once años, Pierre Roger ingresó en el monasterio benedictino de Chaise-Dieu, donde fue influenciado por el ejemplo de su fundador, el santo Roberto de Chaise-Dieu. Luego de hacer su profesión, se trasladó a París en 1305, donde estudió teología en la universidad de dicha ciudad. Luego de dieciséis años de formación, en 1323, obtuvo el título de maestro de teología y pronto ganaría fama de gran predicador.

## Carrera eclesiástica
Pierre Roger fue nombrado abad de Fécamp en 1326, luego obispo de Arras en 1328, arzobispo de Sens en 1329, es finalmente elegido cardenal en 1338. De carácter era totalmente adepto a la monarquía francesa, por ello consiguió actuar como embajador del rey Felipe VI ante la corte inglesa y en la sede pontificia de Aviñón.

## Papado

### Elección

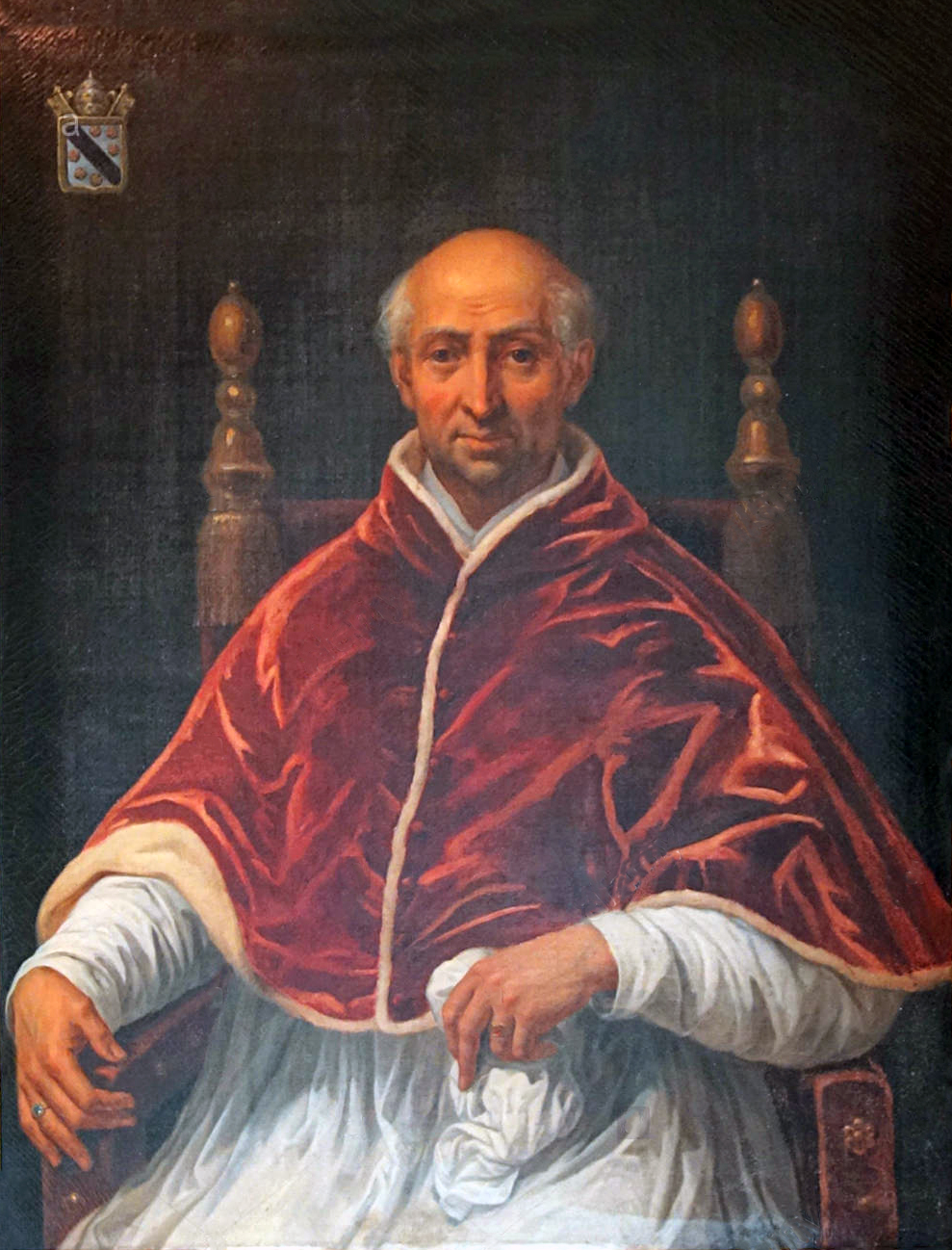
Clemente VI por Henri Serrur,

Pierre Roger fue elegido papa el 7 de mayo de 1342 y tomó el nombre de Clemente VI. Su pontificado estuvo caracterizado por un acentuado nepotismo, ya que la mayoría de los cardenales que nombró eran parientes suyos –uno de ellos será el futuro papa Gregorio XI–, y por la simonía derivada de la necesidad de financiar su afición por el lujo, las artes y las letras. Fue mecenas del famoso poeta italiano Francesco Petrarca.

### La compra de Aviñón

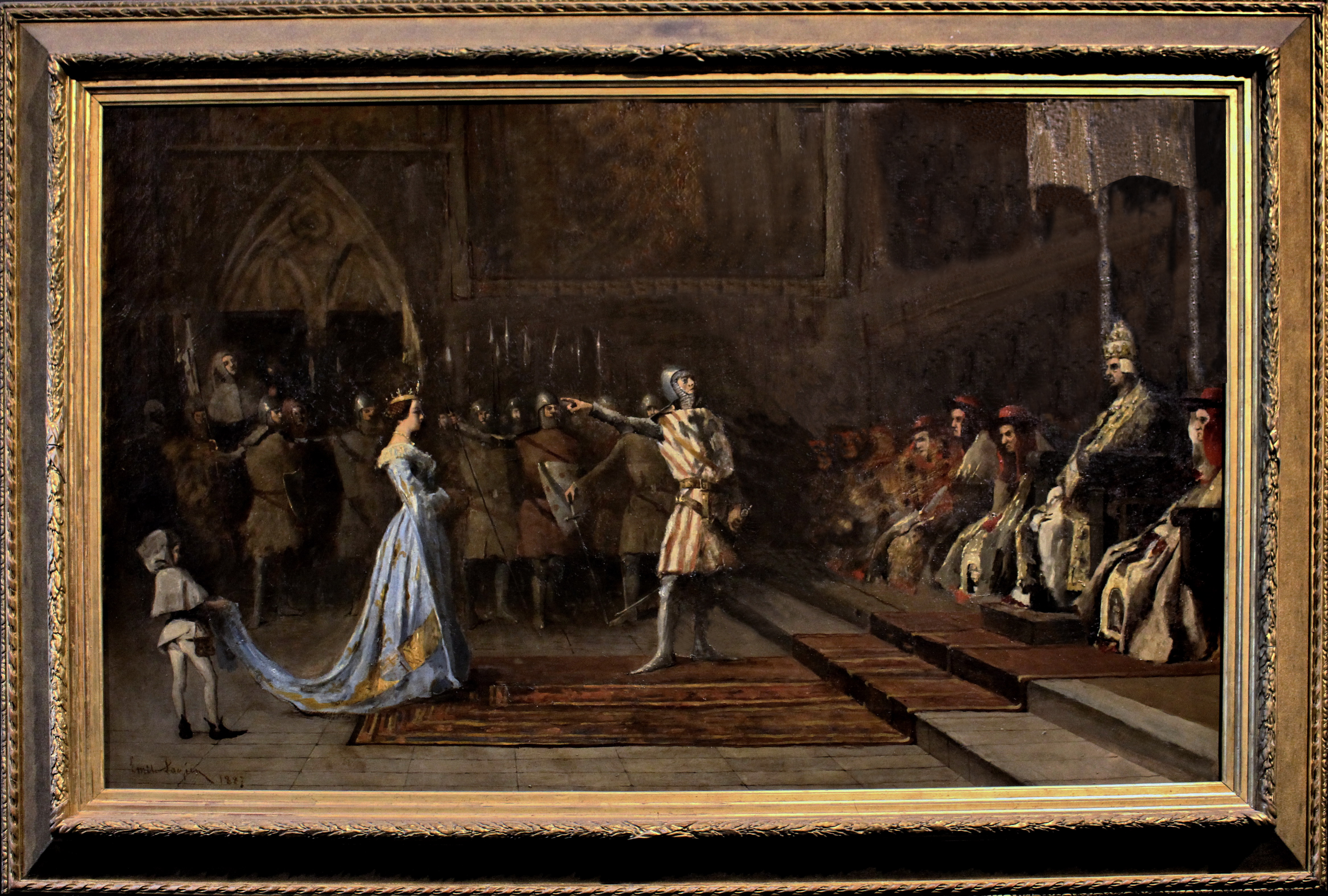
La reina Juana I recibida por Clemente VI (pintura de Emile Lagier, 1887)

Clemente VI fue el papa que compró la soberanía de Aviñón, la adquirió por 80 000 florines de manos de Juana I de Nápoles y Provenza el 9 de junio de 1348, razón por la cual se aseguró una más prolongada estancia de la residencia papal fuera de la ciudad de Roma. Fue por esa época que él declaró a la misma princesa inocente de complicidad en el asesinato de su marido. Aviñón y el condado Venassino pasaron a formar parte oficialmente de los Estados Pontificios.
Con Clemente VI, la corte de Aviñón alcanzó su máximo esplendor, llegó a alcanzar incluso el título de la corte más fastuosa de Europa, dejando atrás la sobriedad de su predecesor. Magnates y príncipes venían a visitar la nueva sede del papa, rodeada de artistas, pintores traídos de Italia, escultores y arquitectos franceses, poetas, médicos, entre otros. Viendo entonces que el palacio construido por Benedicto XII no era lo suficientemente grande para recibir a tantas personas, comenzó la ampliación del mismo.

### La peste negra
Durante el pontificado de Clemente VI tuvo lugar, entre 1347 y 1351, la pandemia que en Europa se conoció como peste negra y que dio lugar a que la aterrada población culpara de la misma a los judíos. El papa reaccionó publicando, en 1348, dos bulas en las que condenaba toda violencia contra los judíos y, además, instó al clero para que tomara medidas necesarias para su protección. El papa proclamó sobre la peste: «Pestilencia con la que Dios está castigando a sus gentes».
Por órdenes médicas, Clemente VI pasó el caluroso verano de 1348 sentado entre dos fuegos que se atizaban permanentemente. Aunque él no lo sabía, el calor probablemente mantuvo a las pulgas a distancia y el papa sobrevivió.
La epidemia produjo además en Europa un rebrote de los flagelantes, grupos de laicos que peregrinaban de ciudad en ciudad azotándose. Clemente VI los acusó de fanáticos y mediante la publicación, en 1349, de una bula, los condenó como herejes.

### Conflicto con el Sacro Imperio
Por medio de la bula Olim, videlicet del 13 de abril de 1344, Clemente VI excomulgó al emperador Luis IV de Baviera, luego de que este anulara el matrimonio de la condesa de Tirolo, Margarita Maultasch, con el príncipe Juan Enrique de Bohemia, para poder casarla con su hijo Luis, margrave de Brandeburgo, sin permiso de su predecesor el papa Benedicto XII. El papa no solo se limitó a la excomunión del emperador, sino que además pidió a los príncipes electores a proceder a una nueva elección, pero no hubo necesidad de ello, ya que el emperador murió de un paro cardíaco, el 11 de octubre de 1347, sucediéndole Carlos IV, hijo del rey Juan de Bohemia y amigo del papa.

### Otros hechos
En 1346 tuvo lugar la exposición de los «derechos naturales» inherentes a todo hombre, ya fuese cristiano o no: derecho «a la vida», «a la libertad» y a «la propiedad», según la doctrina de la Iglesia.
Asimismo, se produjo en Roma el inicio de la revuelta encabezada por Cola di Rienzo y también que redujo el intervalo entre jubileos de cien a cincuenta años, por lo que el segundo Año Santo se produjo en 1350, aunque sin su presencia.

## Muerte y sepultura

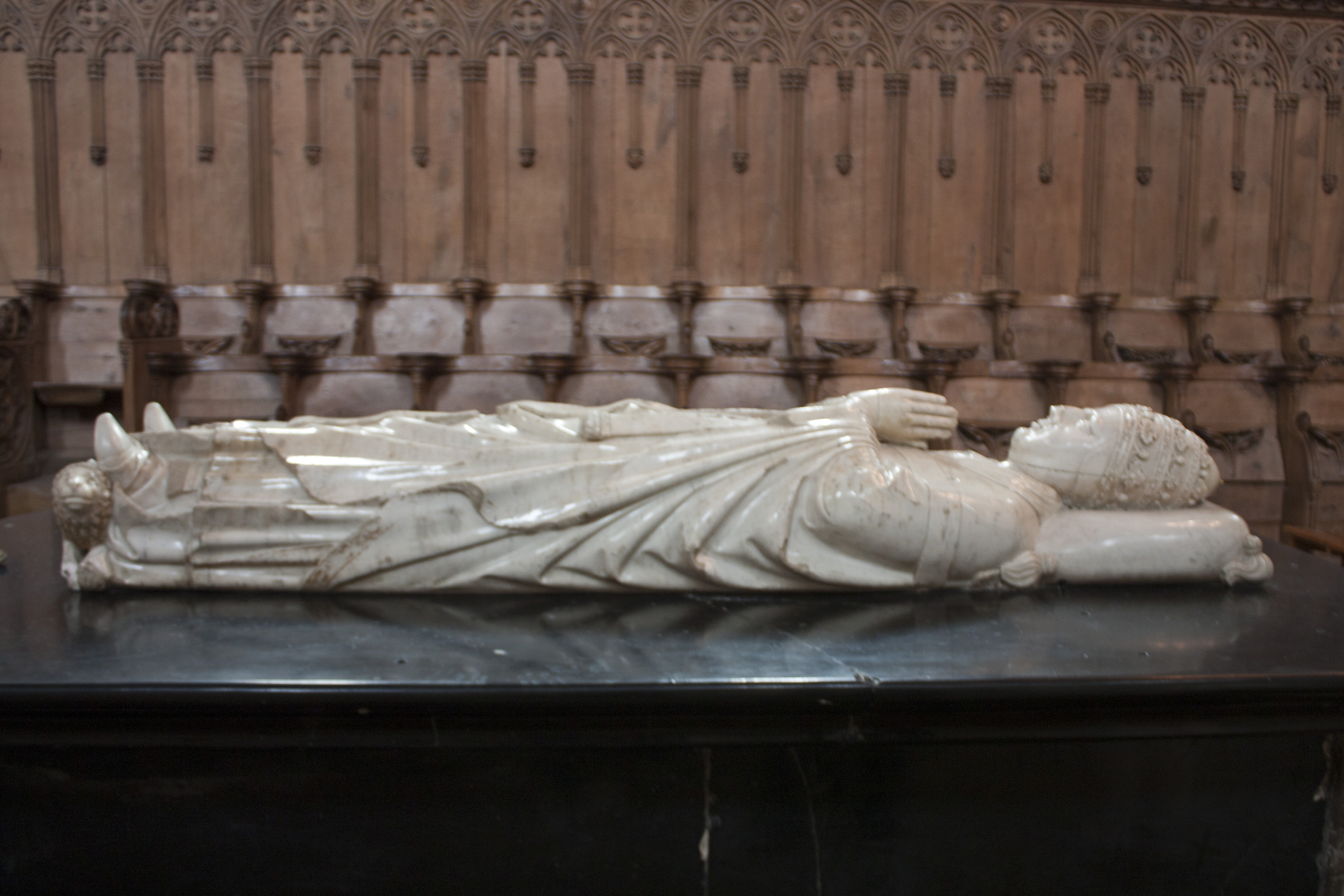
Tumba de Clemente VI en la abadía de San Roberto de la Chaise-Dieu de Aviñón

Clemente VI falleció el 6 de diciembre de 1352, alrededor del mediodía, después de sufrir un ataque agudo al corazón. Antes de morir, el pontífice había renovado su deseo de ser enterrado en la Abadía de san Roberto de la Chaise-Dieu, donde había ingresado con once años. En el coro, se construyó una tumba suntuosa de mármol blanco, cubierta con una fina capa de oro.